# 桓伯子
桓伯子（?—?），东晋谯国龙亢（今安徽怀远西北龙亢集）人，桓温的二女儿。
王坦之做桓温长史，桓温为儿子求婚于王坦之的女儿。王坦之答应回家请示父亲王述。王述由于爱怜王坦之，常常抱着他坐在膝上。王坦之把桓温求婚的事说给王述。王述大发脾气，说桓温一个大老粗，哪可把我的孙女嫁他家。王坦之只好回答桓温说女儿早已许配了人家。桓温说：”我知道这是令尊不肯罢了。”后来桓温的女儿桓伯子嫁给了王坦之的儿子王愉。